# Callicorixa
Callicorixa is een geslacht van wantsen uit de familie duikerwantsen (Corixidae). Het geslacht werd voor het eerst wetenschappelijk beschreven door White in 1873.

## Soorten
Het genus bevat de volgende soorten:

- Callicorixa alaskensis Hungerford, 1926
- Callicorixa audeni Hungerford, 1928
- Callicorixa gebleri (Fieber, 1848)
- Callicorixa praeusta (Fieber, 1848)
- Callicorixa producta (Reuter, 1880)
- Callicorixa raddei (Kiritshenko & Jaczewski, 1960)
- Callicorixa scudderi Jansson, 1979
- Callicorixa tetoni Hungerford, 1948
- Callicorixa vulnerata (Uhler, 1861)
- Callicorixa wollastoni (Douglas & Scott, 1865)